# Giorno di trasloco
Giorno di trasloco (Moving Day) è un film del 1936 diretto da Ben Sharpsteen. È un cortometraggio d'animazione della serie Mickey Mouse, distribuito negli Stati Uniti dalla United Artists il 20 giugno 1936. A partire dagli anni novanta viene distribuito in home video col titolo Il trasloco e trasmesso in TV come Trasloco. Nel marzo 2000 fu inserito nel film di montaggio direct-to-video I capolavori di Pippo.

## Trama
I coinquilini Topolino e Paperino sono in ritardo di sei mesi sul pagamento dell'affitto, così lo sceriffo Pietro Gambadilegno li sfratta e decide di mettere all'asta i loro mobili. Mentre lo sceriffo appende fuori gli annunci della svendita di mobili, i due amici decidono di trasferirsi prima che Pietro li possa derubare dei loro beni. In quel momento Pippo, venditore di ghiaccio, arriva con una consegna. Topolino e Paperino si avvalgono del suo aiuto e del suo camion per andarsene, così i due iniziano a fare i bagagli in fretta e furia, con risultati disastrosi. Pippo intanto cerca di caricare un pianoforte sul camion, ma lo strumento musicale sembra dotato di vita propria e scende costantemente dal veicolo, prendendosi gioco di Pippo. Poi Paperino finisce con il didietro bloccato in uno sturalavandino e, una volta liberatosi da esso, in un acquario. Liberatosi dall'acquario, il suo becco finisce nella valvola del gas; il suo corpo si gonfia come un pallone, finché non comincia a volare per la stanza. Sentendo il trambusto, Pietro entra in casa e, senza curarsi della fuga di gas, accende un fiammifero sul becco di Paperino. L'esplosione che ne segue distrugge la casa, ma getta miracolosamente Topolino, Paperino e Pippo sul camion insieme ai loro mobili ed effetti personali, pianoforte incluso. Mentre i tre se ne vanno, Pietro li chiama da una vasca da bagno, ma apre accidentalmente l'acqua bollente. Paperino lo deride, ma in quel momento atterra lo sturalavandino, che gli si attacca nuovamente al didietro.

## Distribuzione

### Edizione italiana
Il corto fu distribuito in Italia nel 1939 in lingua originale. Il primo doppiaggio italiano conosciuto fu realizzato a Milano per l'inclusione nella VHS Cartoon Festival II, uscita nel settembre 1982; in tale occasione per Paperino fu mantenuta la voce originale. Nel marzo 1990 il corto fu incluso nella VHS Sono io... Pippo con un nuovo doppiaggio (stavolta integrale) ad opera della Royfilm, poi utilizzato in tutte le successive occasioni. Non essendo stata registrata una colonna internazionale, in entrambi i casi è stata alterata la musica presente durante i dialoghi.

### Edizioni home video

#### VHS
America del Nord
- Mickey Knows Best (1986)

Italia
- Cartoon Festival II (settembre 1982)[5]
- Sono io... Pippo (marzo 1990)

#### DVD
Una volta restaurato, Giorno di trasloco fu distribuito in DVD nel primo disco della raccolta Topolino star a colori, facente parte della collana Walt Disney Treasures e uscita in America del Nord il 4 dicembre 2001 e in Italia il 21 aprile 2004. In America del Nord fu incluso anche nel DVD Starring Mickey, uscito l'11 gennaio 2005 come primo volume della collana Classic Cartoon Favorites.